# Tadeusz Findziński
Tadeusz Findziński (ur. 31 lipca 1911, zm. 26 stycznia 1987) – polski dyplomata, malarz, kolekcjoner, żołnierz. Ambasador w Holandii (1951–1957), Wietnamie Północnym (1960–1963) i Socjalistycznej Federacyjnej Republice Jugosławii (1967–1971).

## Życiorys
Syn Ludwika. W 1930 ukończył III Liceum Ogólnokształcące w Sosnowcu. Był studentem architektury na Politechnice Warszawskiej oraz Akademii Sztuk Pięknych.
W czasie okupacji żołnierz Gwardii Ludowej, działający pod pseudonimem „Olek”. Pełnił funkcję pomocnika Szefa Sztabu w stopniu podporucznika. Brał m.in. udział w zamachu na „Café Club” w 1942. Wchodził w skład kierownictwa Polskiej Partii Robotniczej oraz Polskiego Komitetu Antyfaszystowskiego. Był więziony w obozie koncentracyjnym w Buchenwaldzie; był członkiem obozowego ruchu oporu.
W 1945 rozpoczął pracę w Ministerstwie Spraw Zagranicznych. Pełnił funkcję chargé d’affaires w Rumunii (ok. 1949). Pełnił funkcję ambasadora w Holandii (1951–1957), Wietnamie Północnym (1960–1963) i Socjalistycznej Federacyjnej Republice Jugosławii (1967–1971). Należał do koła Polskiego Związku Łowieckiego w MSZ.
W czasie pełnienia funkcji w Wietnamie stworzył setki prac: portrety, sceny rodzajowe, akty, pejzaże. Wśród nich rysunki, pastele czy, prawdopodobnie jako jedyny polski artysta, malarstwo sztalugowe laką (technika spotykana wyłącznie w Wietnamie). Mimo że zarówno pasje takie nie były dobrze postrzegane w MSZ, zbierał także sztukę wietnamską, głównie ceramikę, a także drzeworyty i tkaniny. Zgromadził niemal dwieście okazów powstałych na przestrzeni ok. 2000 lat. W 2008 kolekcja Findzińskiego została przekazana Muzeum Azji i Pacyfiku w Warszawie.
Był mężem Krystyny (1911–2001), ojcem malarza Krzysztofa (ur. 1948).
Pochowany na cmentarzu Wojskowym na Powązkach w Warszawie (kwatera B 3-2-10).

## Ordery i odznaczenia
- Krzyż Komandorski Orderu Odrodzenia Polski (1964)[12]
- Krzyż Oficerski Orderu Odrodzenia Polski „w 10 rocznicę Polski Ludowej za zasługi w dziedzinie służby zagranicznej” (20 lipca 1954)[2]
- Złoty Krzyż Zasługi „za gorliwą i wydajną pracę” (19 lipca 1946)[13]